# Cap Canaille (film)
Pour les articles homonymes, voir Cap Canaille.
Pour plus de détails, voir Fiche technique et Distribution.
Cap Canaille est un film franco-belge réalisé par Juliet Berto et Jean-Henri Roger, sorti en 1983.

## Synopsis
À la suite de l'incendie criminel d'une colline dont la propriétaire est la fille d'un homme qui baignait dans le trafic de drogue avant d'être récemment assassiné, deux journalistes décident d'enquêter sur l'affaire.

## Analyse et commentaire

### Juliet Berto au sujet deCap Canaille
Juliet Berto précise au sujet de son film : « On a traversé Marseille comme dans les bandes dessinées, c'est comme un tableau, une peinture. C'est un film impressionniste, avec des zones d'ombre et des zones de lumière. Le film peut-être lu à plusieurs niveaux ; on a travaillé beaucoup sur le rythme, sur des pulsions, ce qui n'est pas une forme de travail classique dans le cinéma, on a un peu une forme de construction musicale. Neige, c'était un blues sur une ballade blues. Là, disons que l'on a une symphonie, est-elle juste ? est-elle bonne ? C'est autre chose, ce n'est pas à nous de la juger. »

## Fiche technique
- Titre : Cap Canaille
- Réalisation : Juliet Berto et Jean-Henri Roger
- Scénario : Juliet Berto, Jean-Henri Roger, José Varela et Claude Vesperini
- Dialoguistes : Jean-Henri Roger et Boris Bergman
- Production : Ken Legargeant et Romaine Legargeant - Odec1
- Musique : Élisabeth Wiener/ Norbert Galo
- Ingénieurs du son : Ricardo Castro, Miguel Rejas
- Scripte : Michèle Andreucci
- Photographie : William Lubtchansky
- Montage : Nicole Lubtchansky
- Décors : Max Berto
- Costumes : Christian Gasc
- Pays de production :  France,  Belgique
- Format : Couleurs - 1,33:1 - Mono - 35 mm
- Genre : policier
- Durée : 103 minutes
- Date de sortie : 23 février 1983 (France)

## Distribution
- Juliet Berto : Paula Baretto
- Richard Bohringer : Robert Vergès, le journaliste parisien
- Richard Anconina : Mayolles, le journaliste local
- Jean-Claude Brialy : maître Samuel Kebadjan
- Bernadette Lafont : Mireille Kebadjan
- Patrick Chesnais : Wim
- Gérard Darmon : Nino Baretto, le frère de Paula
- Nini Crépon : Dugrand
- Raúl Gimenez : Ernest la gâchette
- Andrex : Pascal Andreucci
- Jean Maurel : Ange Andreucci
- Toni Cecchinato : Hugo Zipo
- Richard Martin : Jo l'architecte
- Isabelle Ho : Miss Li
- Pierre Maguelon : Varenne, le flic corrompu
- Alexandre Fabre : un homme de main
- Yann Dedet : un homme de main
- Philippe Geluck (crédité Philippe Gelluck) : l'homme avec Nino à l'aéroport

## Distinctions
- Sélectionné en Compétition Officielle lors du Festival de Berlin 1983.